# Marengo (Illinois)
Marengo è un comune degli Stati Uniti d'America, situato in Illinois, nella Contea di McHenry.